# ويم هوف
ويم هوف (20 نيسان 1959) (بالإنجليزية: WIM HOF) من اصول هولندية ويلقب برجل الثلج بسبب قدرته الهائلة على تحمل درجات الحرارة المنخفضة 

## النشأة
ولد ويم في مدينة سيتارد ، ليمبورغ في هولندا

## الانجازات
سجل ويم 20 رقم قياسي عالمي بما في ذلك الرقم القياسي العالمي لأطول حمام ثلج.
- 2007 تسلق 6.7 كيلو متر (22,000 قدم) لقمة ايفرست دون ان يرتدي شيئا سوى سرواله الداخلي وحذائه، لكنه فشل في الوصول إلى القمة بسبب اصابته في قدمه [3][4]
- 2008 حطم رقمه القياسي السابق خلال البقاء مغمورا في الثلج لمدة 1 ساعة و13 دقيقة و48 ثانية
- 2009

1. في شهر شباط من عام 2009 تمكن ويم هوف من بلوغ قمة جبل كليمنجارو في سرواله الداخلي في يومين.
2. قطع مسافة (42,195 كيلومتر (26,219 ميل))، فوق الدائرة القطبية الشمالية في فنلندا، في درجات حرارة قريبة من درجة حرارة -20 درجة مئوية (-4 درجة فهرنهايت). دون ان يرتدي شيئا سوى السروال، وانتهى هوف في 5 ساعات و25 دقيقة. وقد تم تصوير التحدي حيث عرض على عدة قنوات منها البي بي سي وقناة 4 وناشيونال جيوغرافيك

- 2010 سجل رقم قياسي جديد بالوقوف مغمورا بالثلج لمدة 1 ساعة و44 دقيقة في طوكيو، اليابان.[5]
- 2011 حطم الرقم القياسي لتحمل الجليد مرتين، مرة في مدينة (Inzell) في شهر شباط ومرة في نيويورك في شهر تشرين الثاني ليسجل هذا في موسوعة غينيس بمدة قدرت ب( 1 ساعة و52 دقيقة و42 ثانية) [6]

كما ركض هوف الماراثون الكامل في صحراء ناميب من دون شرب ماء

## كتاب التحول لرجل الثلج
في نوفمبر 2011 هوف وتلميذه (جوستين روزاليس) قاما بنشر كتاب التحول إلى رجل الثلج، وهو كتاب يوثق مغامراتهم، وطرق تدريبهم، وأساليبهم الخاصة، والتمارين التي استخدموها لتطوير القدرة على تحمل درجات الحرارة المتطرفة . حيث يقترح الكتاب أنه من الممكن للاشخاص العاديون أن يسيطروا على درجات حرارة اجسادهم .

## برنامج حقيقة أو زيف
في 28 يناير 2012، تم استضافة هوف في حلقة من برنامج تلفزيوني أمريكي وهو حقيقة أو زيف : ملفات غامضة . تم اختبار هوف بمساعدة فريق متدرب حيث جلس كل من هوف واحد أعضاء الفريق ويدعى اوستن داخل غرفة مليئة بالجليد حيث خرج أوستن بعد 20 دقيقة . واستخدم أعضاء الفريق أيضا كاميرات حرارية للكشف عن درجة حرارة جسده السطحية حيث كانت تعادل أربع درجات مئوية . اما درجة حرارة جسده الداخلية بقيت على حالها لكامل عشرين دقيقة، كما ان معدل دقات قلبه لم يتغير. وتمكن من البقاء مغمورة لأكثر من تسعين دقيقة 

## انتقادات
في عام 2016 ، واجه ويم هوف الكثير من الانتقادات لتسبب طرقه
بمقتل أربعة رجال غرقا عند ممارسة تمارين التنفس التي ابتكرها هوف . رغم ان ويم هوف قد حذر من ممارسة طرقه في بيئة آمنة، وليس في الماء.

## وصلات خارجية
- الموقع الرسمي لويم هوف
- طريقة ويم هوف _دروس اونلاين
- ويم هوف على موقع IMDb (الإنجليزية)
- ويم هوف على موقع ميوزك برينز (الإنجليزية)
- ويم هوف على موقع قاعدة بيانات الفيلم (الإنجليزية)
- Iceman on Everest: 'It Was Easy'